# Hålhallagölen
Hålhallagölen är en sjö i Karlskrona kommun och Ronneby kommun i Blekinge och ingår i Nättrabyåns huvudavrinningsområde.